# Lessini Durello spumante
Il Lessini Durello Spumante è un vino DOC la cui produzione è consentita nelle province di Verona e Vicenza.

## Caratteristiche organolettiche
- colore: giallo paglierino tenue con riflessi verdognoli- spuma fine e persistente.
- odore: vinoso, profumo delicato e caratteristico, lievemente fruttato.
- sapore: acidulo, fresco, caratteristico.